# L'Oiseau bleu (film, 1918)
Pour les autres adaptations cinématographiques de L'Oiseau bleu, voir L'Oiseau bleu (film).
Pour plus de détails, voir Fiche technique et Distribution.
L'Oiseau bleu (The Blue Bird) est un film muet américain réalisé par Maurice Tourneur, sous les auspices du producteur Adolph Zukor, sorti en 1918.
En 2004, la version de 1918 fut ajoutée au National Film Registry.

## Synopsis
Mytyl et Tyltyl, deux enfants pauvres, grandissent jaloux de ce qu'ils voient à travers les fenêtres de leurs voisins plus riches lors des célébrations de Noël, mais quand Mme Berlingot, une veuve frappée par la pauvreté, leur demande de donner leur colombe à sa fille malade, ils refusent.
Cette nuit-là, après que la fée Berylune les a endormis, ils rêvent qu'ils cherchent l'Oiseau bleu du bonheur à l'aide d'un diamant magique, qui, lorsqu'on le fait tourner, leur révèle l'âme de toute chose. Leur voyage les emmène dans les Palais de la Nuit et du Luxe, dans un cimetière, dans la Cathédrale du Bonheur, et dans le Palais d'Azur. Toutefois, ils ne trouveront le bonheur que lorsque, le lendemain, ils donneront la colombe, devenue un étonnant oiseau bleu, à la petite fille malade.

## Fiche technique
- Titre original : The Blue Bird
- Titre français : L'Oiseau bleu
- Réalisation : Maurice Tourneur
- Scénario : Charles Maigne, d'après la pièce éponyme de Maurice Maeterlinck
- Direction artistique : Ben Carré
- Photographie : John van den Broek
- Montage : Clarence Brown
- Musique : James R. Bradford
- Production : Adolph Zukor
- Société de production : Famous Players-Lasky Corporation
- Société de distribution : Famous Players-Lasky Corporation
- Pays d’origine :  États-Unis
- Langue originale : anglais
- Format : noir et blanc — 35 mm — 1,37:1 — Muet
- Genre : film fantastique
- Durée : 81 minutes
- Dates de sortie :
  - États-Unis : 31 mars 1918
  - France : 20 juin 1919

## Distribution
- Tula Belle : Mytyl
- Robin Macdougall : Tyltyl
- Edwin E. Reed : papa Tyl
- Emma Lowry : maman Tyl
- William J. Gross : Gaffner Tyl
- Florence Anderson : grand-mère Tyl
- Edward Elkas : Berlingot
- Katherine Bianchi : la fille de Berlingot
- Lillian Cook : la fée Berylune
- Gertrude McCoy : Lumière
- Lyn Donelson : Nuit
- Charles Ascot : Chien
- Tom Coress : Chat
- Mary Kennedy : Eau
- Eleanor Masters : Lait
- Charles Craig : Sucre
- Sam Blum : Pain
- S.E. Potapovich : Feu
- Rosa Rolanda